# Генрік Гарлот
Генрік Гарлот (14 серпня 1991 , Sollentuna parishd, лен Стокгольм ) — шведський фристайліст, бронзовий призер Олімпійських ігор 2022 року.

## Олімпійські ігри
| Рік  | Місто                     | Слоупстайл | Біг-ейр |
| ---- | ------------------------- | ---------- | ------- |
| 2014 | Сочі, Росія               | 6          | Н/Д     |
| 2018 | Пхьончхан, Південна Корея | 17         | Н/Д     |
| 2022 | Пекін, Китай              |            | 2       |

## Чемпіонат світу
| Рік  | Місто                  | Слоупстайл | Біг-ейр |
| ---- | ---------------------- | ---------- | ------- |
| 2013 | Восс, Норвегія         | 53         | —       |
| 2017 | Сьєрра-Невада, Іспанія | 4          | —       |
| 2019 | Парк-Сіті, США         | 5          | 2       |
| 2021 | Аспен, США             | 15         | 15      |